# Zdeněk Böhm (fotbalista)
Zdeněk Böhm (* 21. července 1934) je bývalý český fotbalista, útočník. Po skončení aktivní kariéry působil jako trenér mládeže.

## Fotbalová kariéra
V československé lize hrál za Baník Kladno, Tankistu Praha a Škodu Plzeň. Nastoupil ve 117 ligových utkáních a dal 14 ligových gólů.

## Ligová bilance
| Ročník                                   | Zápasy | Góly | Klub           |
| ---------------------------------------- | ------ | ---- | -------------- |
| Přebor československé republiky 1954     | 14     | 2    | Baník Kladno   |
| Přebor československé republiky 1954     | 2      | 0    | Tankista Praha |
| Přebor československé republiky 1955     | 6      | 0    | Tankista Praha |
| 1. československá fotbalová liga 1956    | 3      | 0    | Baník Kladno   |
| 1. československá fotbalová liga 1957/58 | 31     | 3    | Baník Kladno   |
| 1. československá fotbalová liga 1960/61 | 13     | 2    | Baník Kladno   |
| 1. československá fotbalová liga 1961/62 | 21     | 2    | Spartak Plzeň  |
| 1. československá fotbalová liga 1962/63 | 25     | 5    | Spartak Plzeň  |
| 1. československá fotbalová liga 1967/68 | 3      | 0    | Škoda Plzeň    |
| CELKEM                                   | 117    | 14   |                |